# Lago Bertrand
O Lago Bertrand é um lago chileno localizado na região de Aisén. Está separado do lago Plomo por uma morena terminal e é rodeado a oeste pelos altos do Cordón Contreras.
A localidade de Puerto Bertrand situa-se no extremo sul do lago, onde o rio Baker nasce.